# والتر کرین
والتر کرین (انگلیسی: Walter Crane)؛ (زادۀ ۱۵ اوت ۱۸۴۵ میلادی – درگذشتۀ ۱۴ مارس ۱۹۱۵ میلادی) یک نقاش اهل پادشاهی متحد بریتانیای کبیر و ایرلند بود.

## زندگی
والتر کرین یک هنرمند و تصویرگر کتاب و عمدتاً کتاب کودکان بود، کرین یکی از بانفوذترین هنرمندان این هنر و همدوره با بزرگانِ دیگر این هنر از جمله راندولف کالدکوت و کیت گریناوی بود، او یکی از قویترین نویسندگان و طراحان این شیوهٔ نوپا بود که در اواخر قرن نوزدهم به اوج شکوفایی خود رسید، کارهای آغازین این هنرمند، طرح‌هایی دقیق و رنگارنگ از کودکان درون باغ بود، کرین طرح‌های بسیاری برای مجموعه کتاب‌های شعر کودکان نیز کشید که همگی برجسته و تأثیربرانگیز بودند. او را یکی از پیشروان جنبش هنر و صنایع دستی برای مجموعه‌ای از نقاشی‌ها برای کودکان، تصاویر، کاشی و سرامیک و دیگر هنرهای تزئینی تولید شده می‌دانند، برخی از کارهای او تصاویری نمادین در ارتباط با جنبش سوسیالیستی بین‌المللی هستند.

## نگارخانه

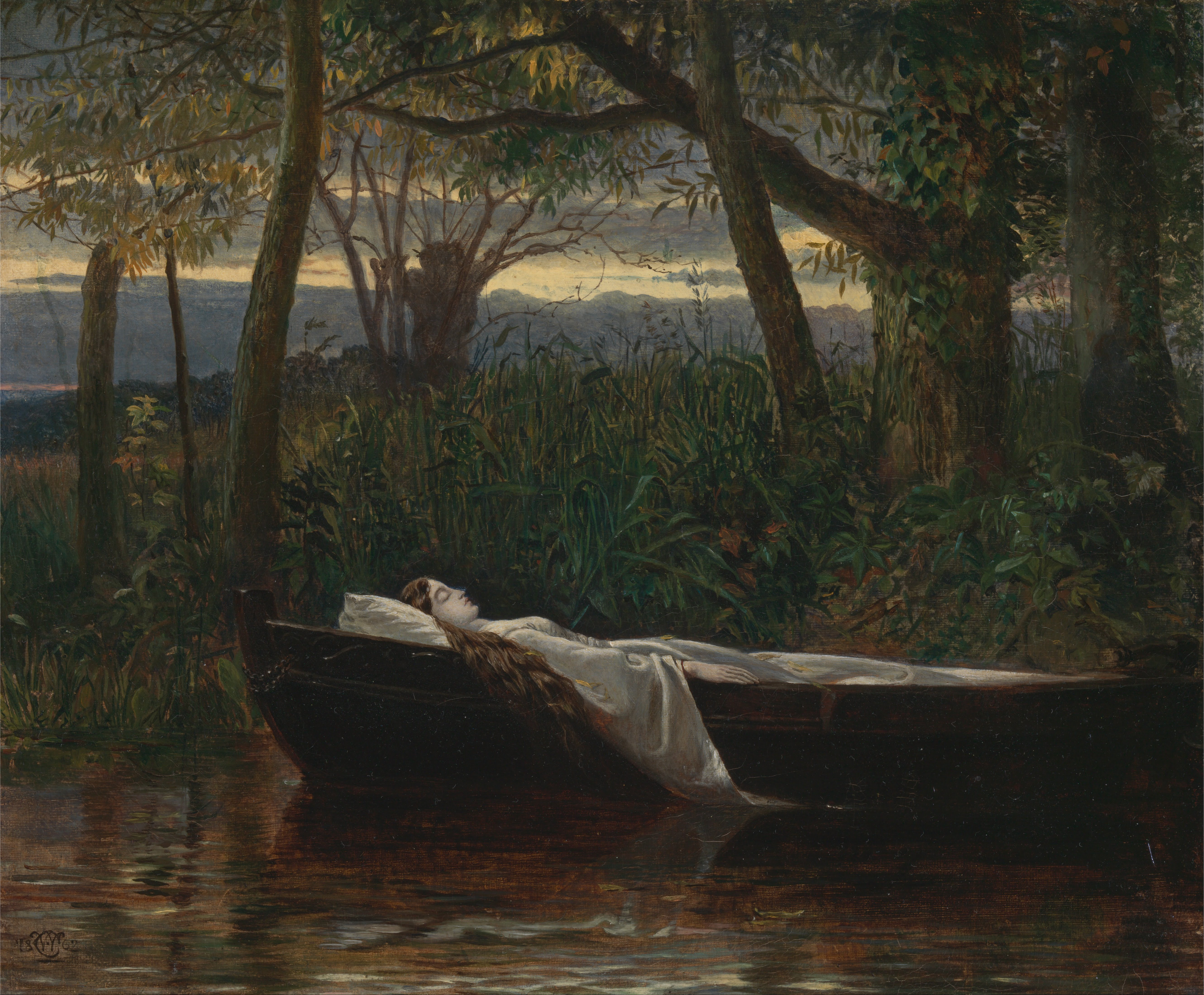
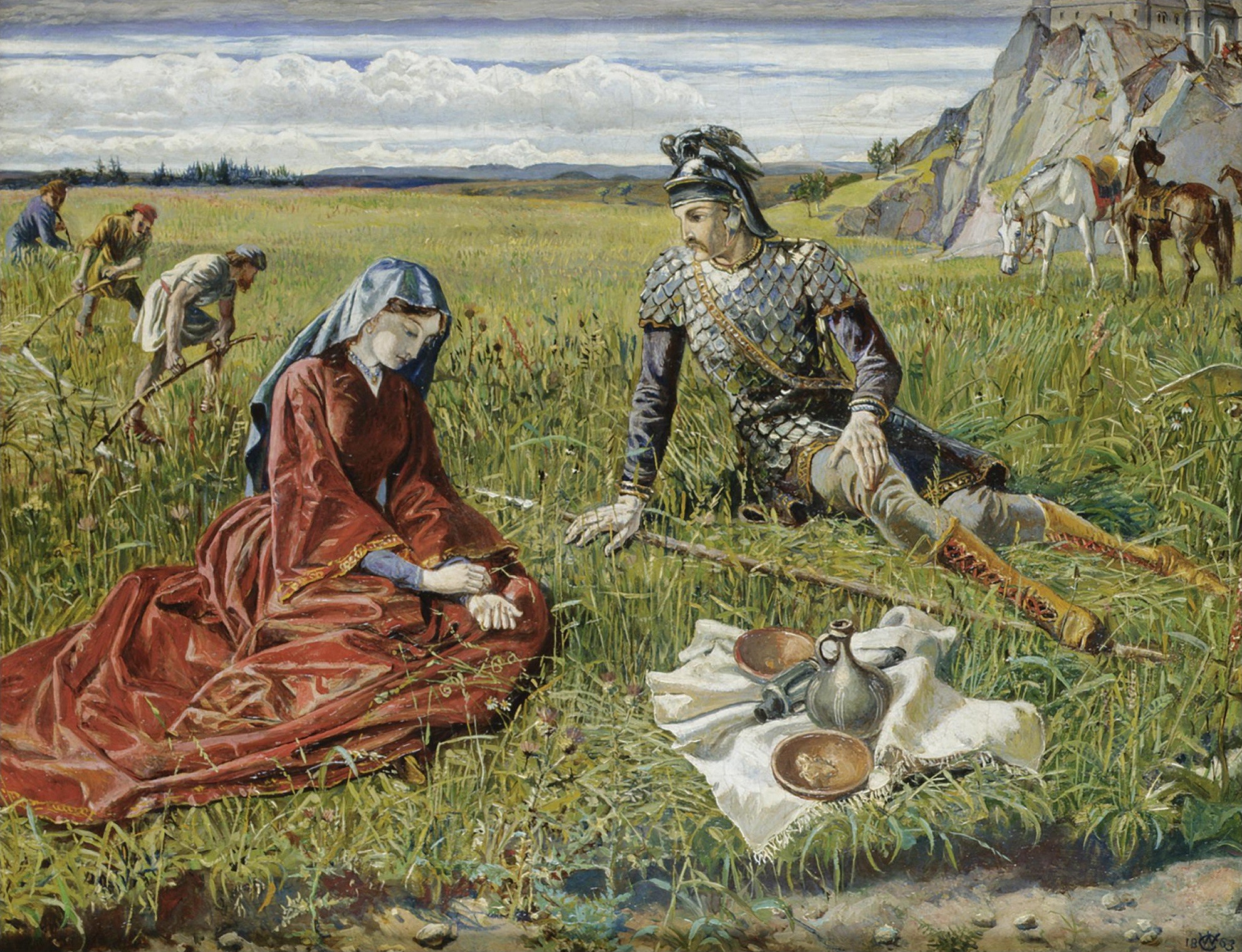
والتر تی. کرین - روث و بوآز (۱۸۶۳)
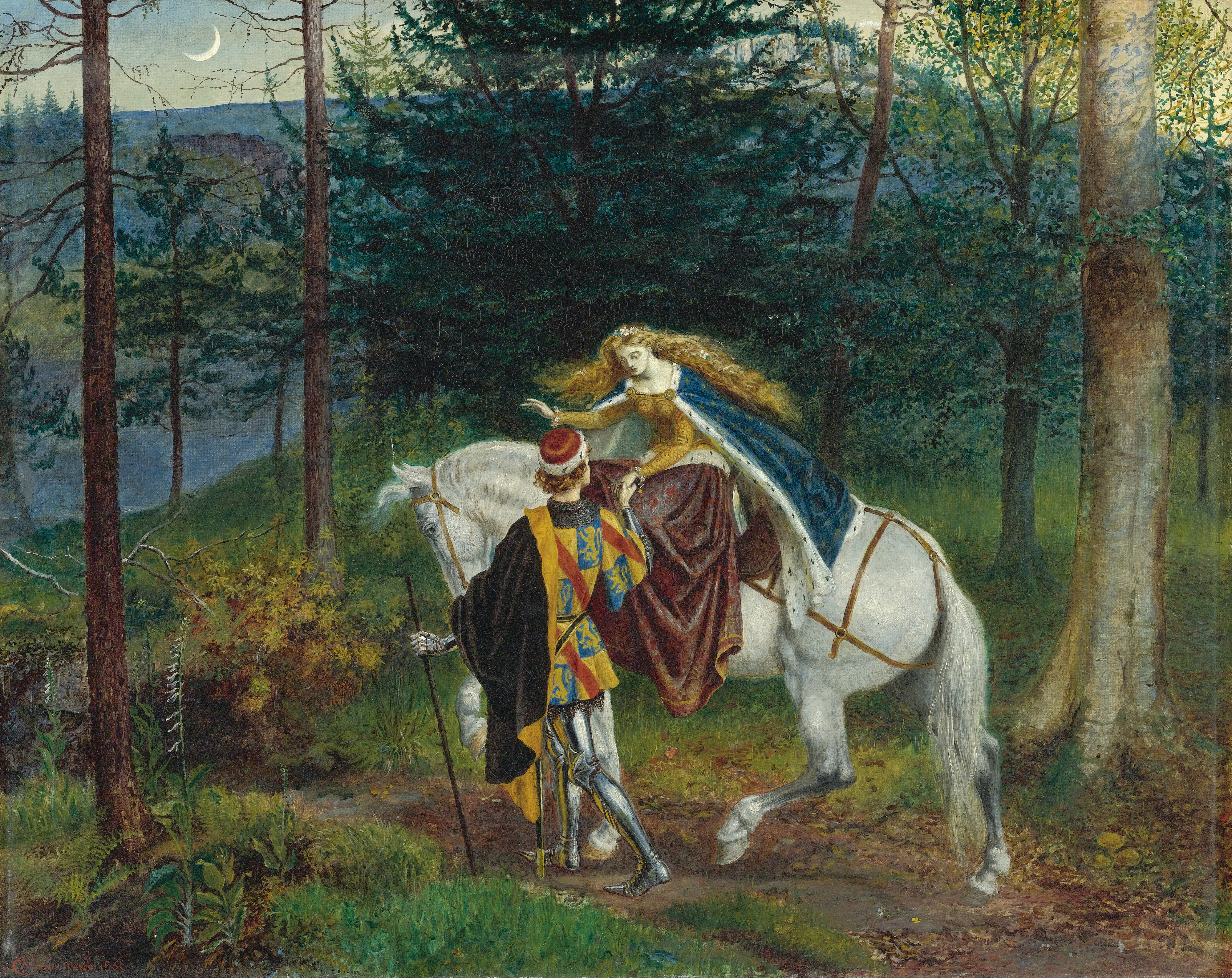
والتر تی. کرین - بانوی زیبا بیرحم (۱۸۶۵)
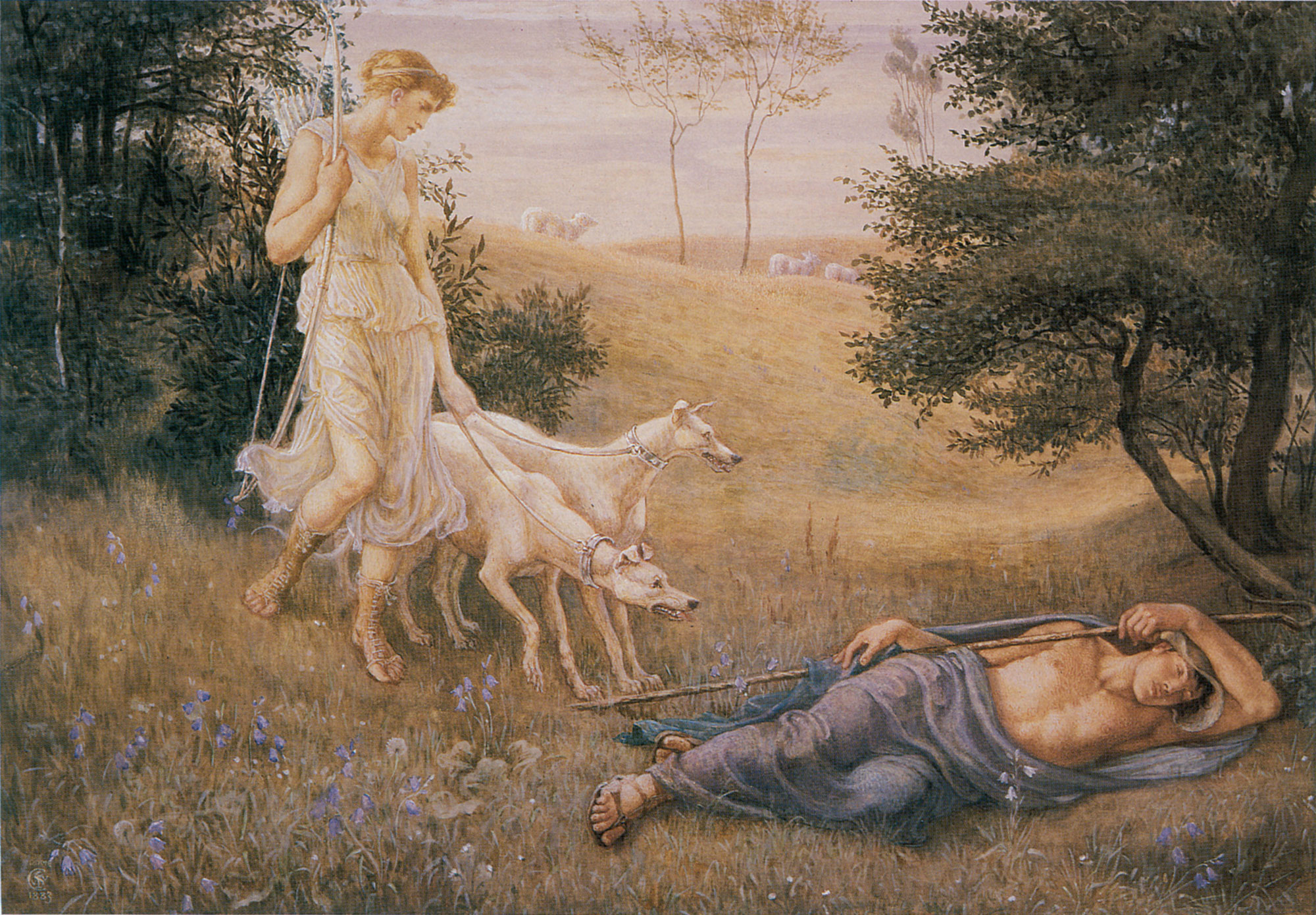
دیانا و اندمیون - والتر کرین
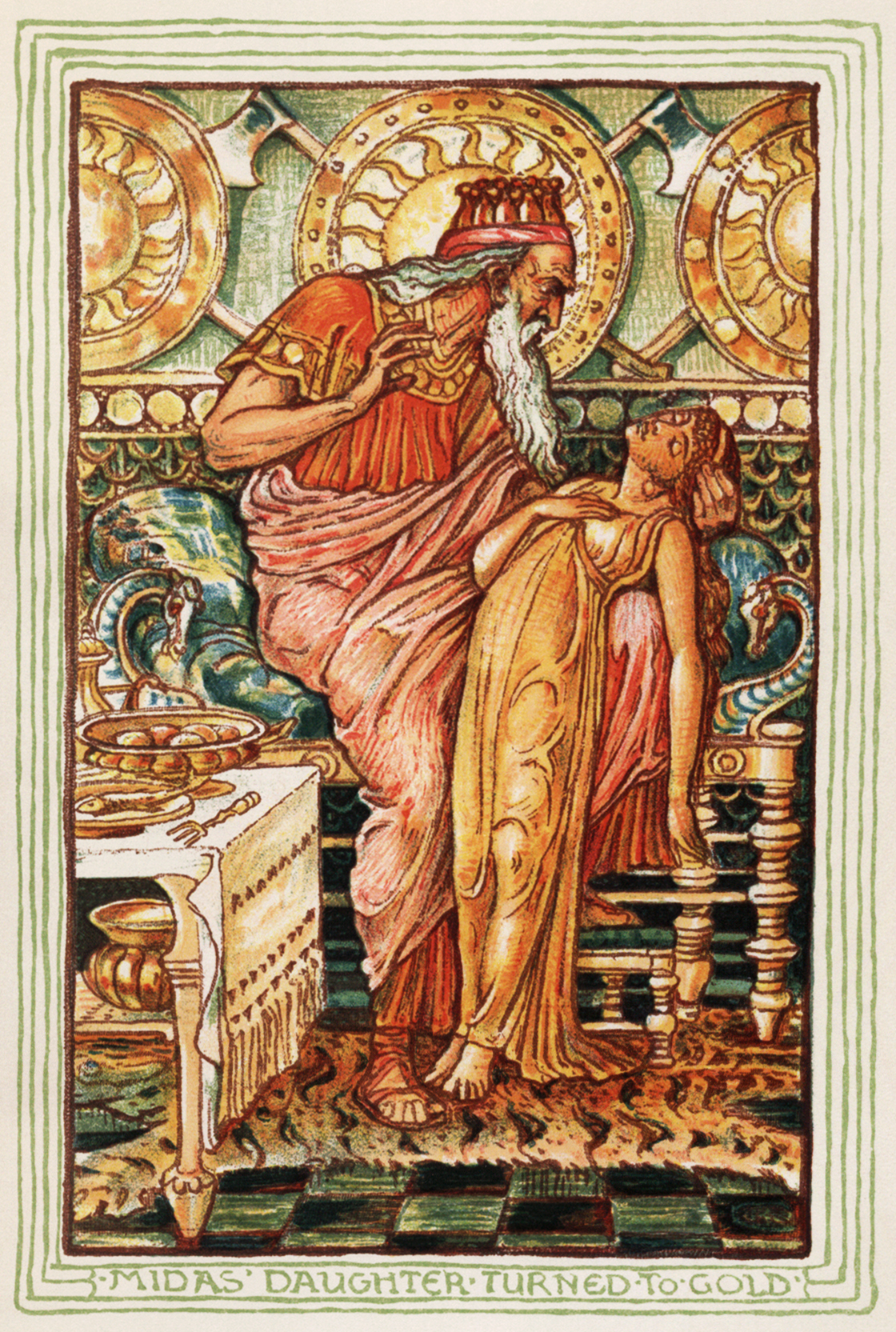
طلای میداس
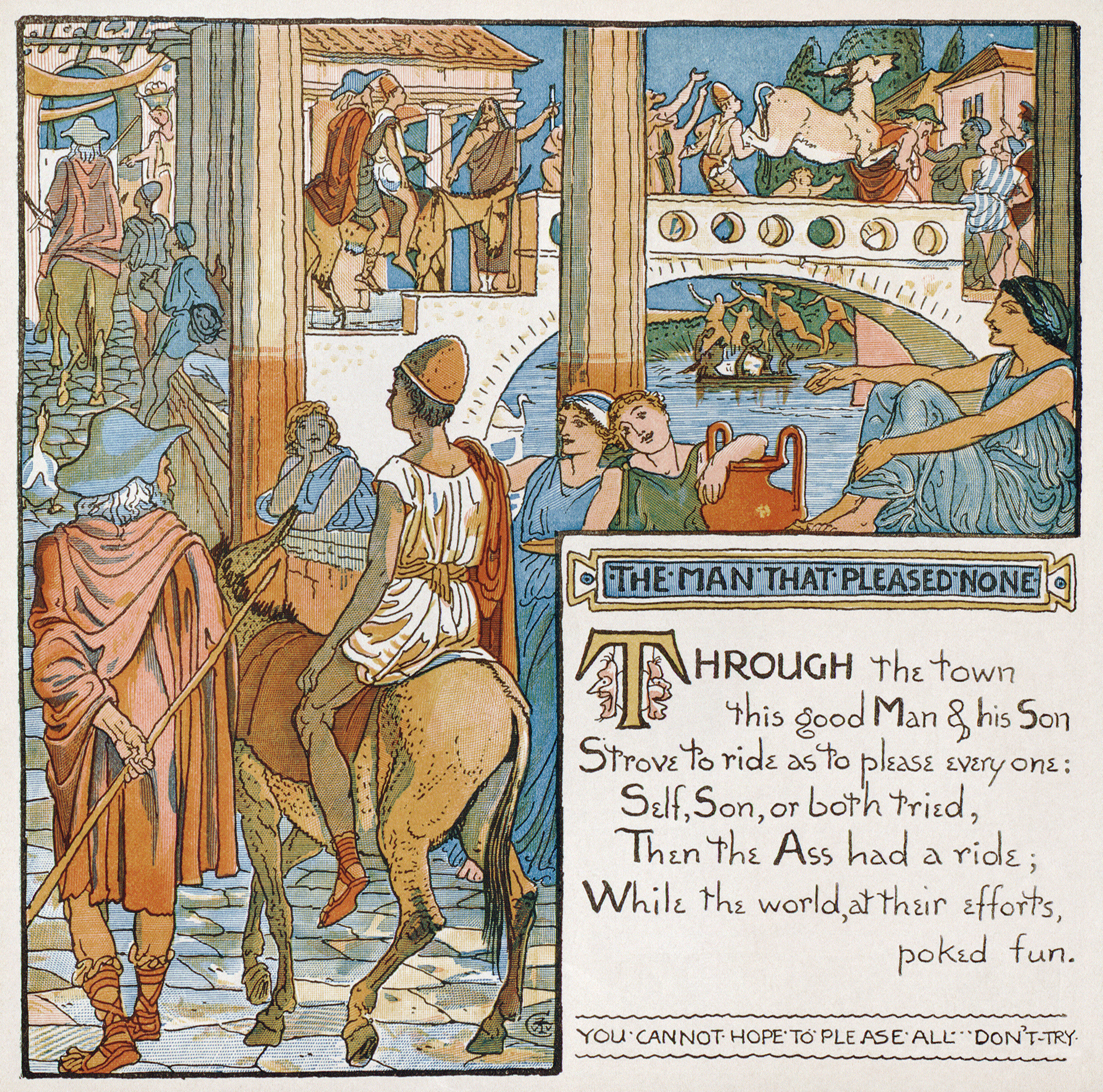
همه می‌توانید، لطفاً
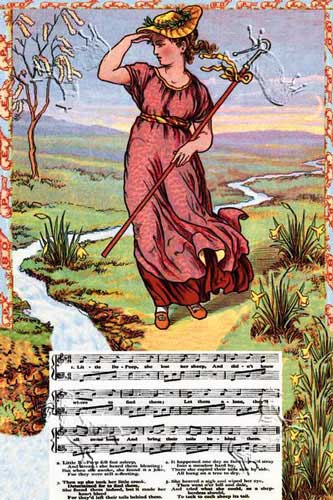
لیتل-بو-پیپ
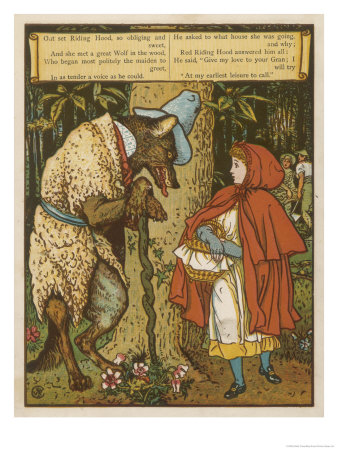
ملاقات شنل قرمزی و گرگ در جنگل
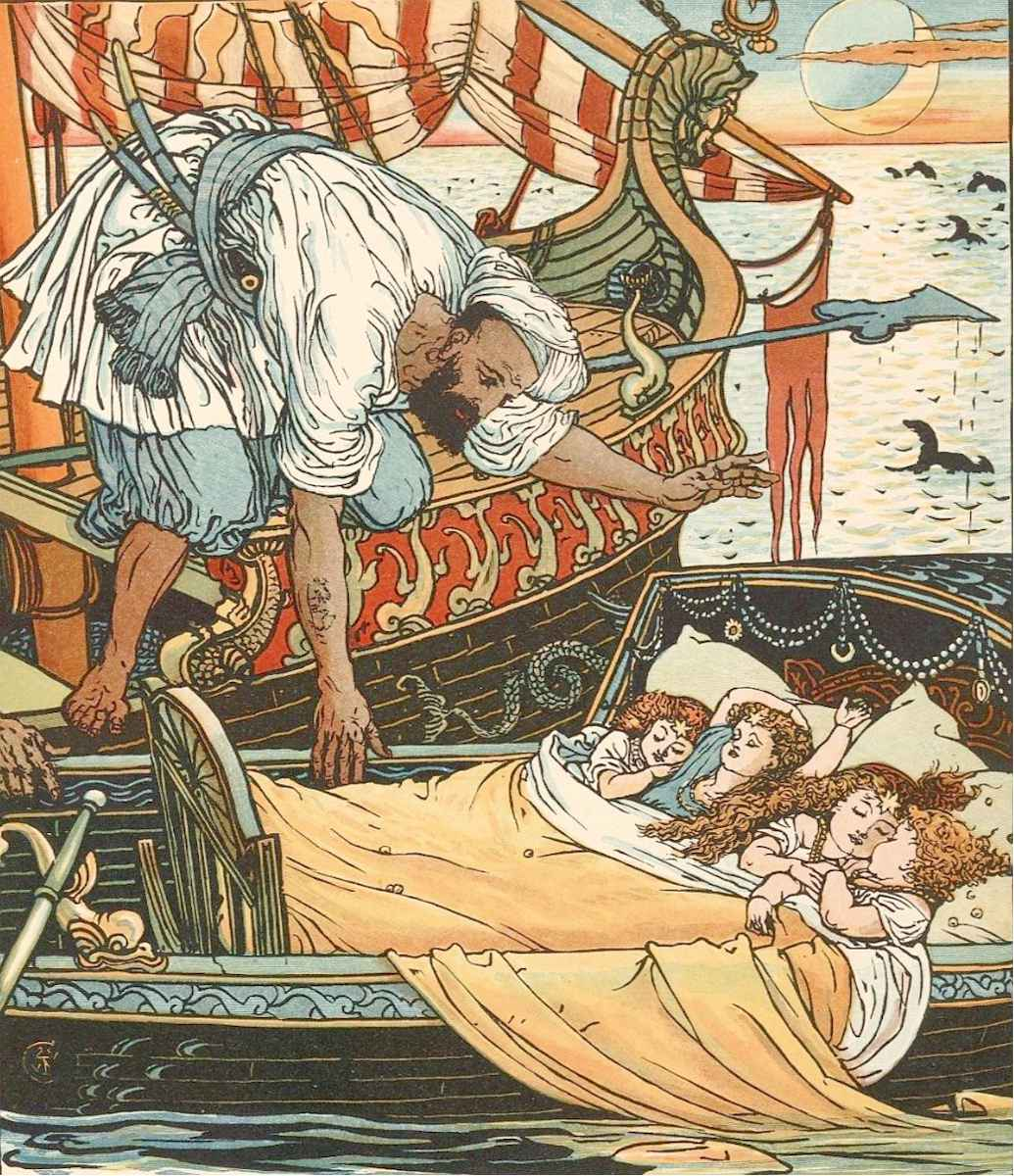
شاهزاده خانم دختر زیبای اتووال